# Підгородецький Мусій Веремійович
Мусій Веремійович Підгородецький (4 вересня 1905, село Нігин, тепер Кам'янець-Подільського району Хмельницької області — 3 жовтня 1996, Хмельницька область) — український радянський діяч, голова колгоспу імені 40-річчя Жовтня (потім — «Комуніст») села Нігин Кам'янець-Подільського району Хмельницької області. Герой Соціалістичної Праці (26.02.1958). Депутат Верховної Ради УРСР 6—7-го скликання.

## Біографія
Народився у селянській родині. У 1920—1927 роках займався землеробством у домашньому господарстві.
У 1927—1930 роках — у Червоній армії.
У 1930—1931 роках — продавець Нігинського сільського споживчого товариства Смотрицького району.
Член ВКП(б) з 1931 року.
У 1931—1937 роках — голова робітничого комітету нігинських розробок «Сахкамінь». У 1937—1939 роках — заступник завідувача бурякопункту Вишнівчицького цукрового заводу Кам'янець-Подільської області.
У 1939—1940 роках — заступник директора машинно-тракторної станції (МТС) Смотрицького району Кам'янець-Подільської області.
У 1940—1941 роках — заступник голови виконавчого комітету Смотрицької районної ради депутатів трудящих — голова Смотрицької районної планової комісії Кам'янець-Подільської області.
З липня 1941 по 1946 рік — в Червоній армії, учасник німецько-радянської війни. Служив командиром 1-ї саперної роти 82-го окремого саперного батальйону 9-го механізованого корпусу 3-ї гвардійської танкової армії. Воював на Південно-Західному, Південному, Північно-Кавказькому, 1-му Українському фронтах.
У 1946—1953 роках — заступник голови виконавчого комітету Смотрицької районної ради депутатів трудящих — голова Смотрицької районної планової комісії Кам'янець-Подільської області.
У 1953—1976 роках — голова колгоспу імені 40-річчя Жовтня (потім — «Комуніст») села Нігин Смотрицького (потім — Кам'янець-Подільського) району Хмельницької області.
З 1976 року — на пенсії.

## Звання
- старший лейтенант

## Нагороди
- Герой Соціалістичної Праці (26.02.1958)
- орден Леніна (26.02.1958)
- орден Червоного Прапора (29.01.1945)
- ордени
- медаль «За оборону Кавказу»
- медалі